# Kate Westbrook

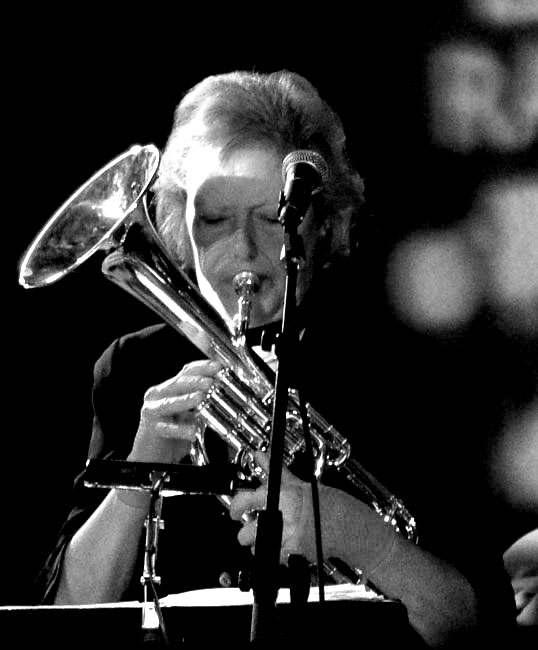
Kate Westbrook, Queen Elisabeth Hall, 10. November 2006

Kate Westbrook (* 18. September 1939 in Guildford, England als Kate Barnard) ist eine britische Jazzmusikerin (Gesang, Tenorhorn, Flöte) und Malerin.

## Leben und Wirken
Westbrook besuchte die Dartington Hall School und studierte Malerei in Bath, Reading und London. Sie lebte dann als Malerin in den USA; ihre erste Einzelausstellung hatte sie 1963 im Santa Barbara Museum of Art. 1964 kehrte sie nach Großbritannien zurück, um am College of Art and Design in Leeds zu lehren. 1974 schloss sie sich, obgleich als Musikerin Autodidaktin, der Mike Westbrook Brass Band an und gab die Lehrtätigkeit auf, um sich auf Musik und Malerei zu konzentrieren. Sie heiratete Westbrook und arbeitete anschließend in dessen Projekten, wie 1984 bei seiner Ellington-Hommage On Duke’s Birthday. In diesen Projekten ist die überzeugende Musiktheater-Interpretin nicht nur Gesangsolistin und Ensemblemusikerin, sondern fungiert auch als Texterin. Des Weiteren organisierte sie die Theater- und Fernsehproduktionen der verschiedenen Produktionen der Westbrook-Band.
1991 nahm sie ein Tributalbum an den Schauspieler Peter Lorre auf, auf dem sie Kompositionen ihres Mannes und die Hollywood-Elegien von Eisler und Brecht interpretierte. Weitere Soloproduktionen mit eigenen Ensembles folgten in den letzten Jahren.
Daneben spielte sie in den 1970ern als Gastsolistin beim Orchester des RAI in Rom und beim Rundfunkorchester Zürich. Während der 1980er war sie wiederholt für Lindsay Cooper tätig. Außerdem sang sie die Rolle der Anna in Aufführungen von Weills „Sieben Todsünden der Kleinbürger“ mit dem London Symphony Orchestra. Daneben trat sie immer wieder in Projekten von Heribert Leuchter auf.

## Diskographie (Auswahl)
- Kate Westbrook, The Granite Band Earth Felt the Wound (2020)
- Granite (2018)
- The Nijinska Chamber (2006, mit Karen Street)
- Cuff Clout (2004, mit Chris Biscoe, Barbara Thompson, Peter King, Mike Carr, Peter Lemer, Jon Hiseman, Laka Daisical u. a.)
- Good Friday 1663 (mit Jon Hisemann, Barbara Thompson u. a.)
- Goodbye Peter Lorre (1991/2004, mit John Alley, Mike Westbrook und der Vokalgruppe Fine Trash)
- 2023: KlangWeltReligion, mit Heribert Leuchter

### Lexigraphische Einträge
- Ian Carr, Digby Fairweather, Brian Priestley: Rough Guide Jazz. Der ultimative Führer zur Jazzmusik. 1700 Künstler und Bands von den Anfängen bis heute. Metzler, Stuttgart/Weimar 1999, ISBN 3-476-01584-X.